# Petr Pazdera Payne
Petr Pazdera Payne (* 28. června 1960 Praha) je český spisovatel. V letech 1979–1981 se vyučil uměleckým zpracovatelem dřeva, poté v letech 1981–1982 a 1984–1989 vystudoval Komenského evangelickou bohosloveckou fakultu, v letech 1989–1992 působil jako evangelický farář v Kadani a v Chomutově. V roce 1997 založil nakladatelství Medard.

## Dílo
- Nečekaný čekaný a jiné variace na staré biblické příběhy, 1999
- Kol dějů, 2001 – povídky
- Co je ti do nás, Ježíši Nazaretský?, 2002 – výbor z kázání
- Zvěsti, 2002 – povídky
- Dramolety, 2002 – divadelní hry
- Lyonský omnibus, 2003
- Figury, figurace, figuranti a figuríny, 2005
- Cirkus Hippolyt / Le Cirque Hippolyte, 2005
- Slepicmo koňmo, 2007
- Maskovaná milost, 2009
- Pouti a pouta, 2011 – povídky
- Předběžná ohledání, 2014 – povídky
- Úkazy, 2016 – povídky
- Smlouva se smrtí bude zrušena, 2018 – výbor z kázání
- Otromundo, 2018 – literární eseje
- Děravým dnem do noci, 2018 – povídky